# Качканарский горно-обогатительный комбинат
Качкана́рский горно-обогати́тельный комбина́т (ЕВРАЗ КГОК, прежнее название: КГОК «Ванадий») — российский производитель железорудного сырья, расположенный в городе Качканар Свердловской области. Входит в группу «Евраз». Разрабатывает железорудные месторождения Качканарской группы, главным образом Гусевогорское месторождение. Единственный в мире горно-обогатительный комбинат, выпускающий железованадиевый концентрат, агломерат и окатыши, используемые в доменной плавке.

## История
Проба первого качканарского концентрата в Уральском геологическом музее

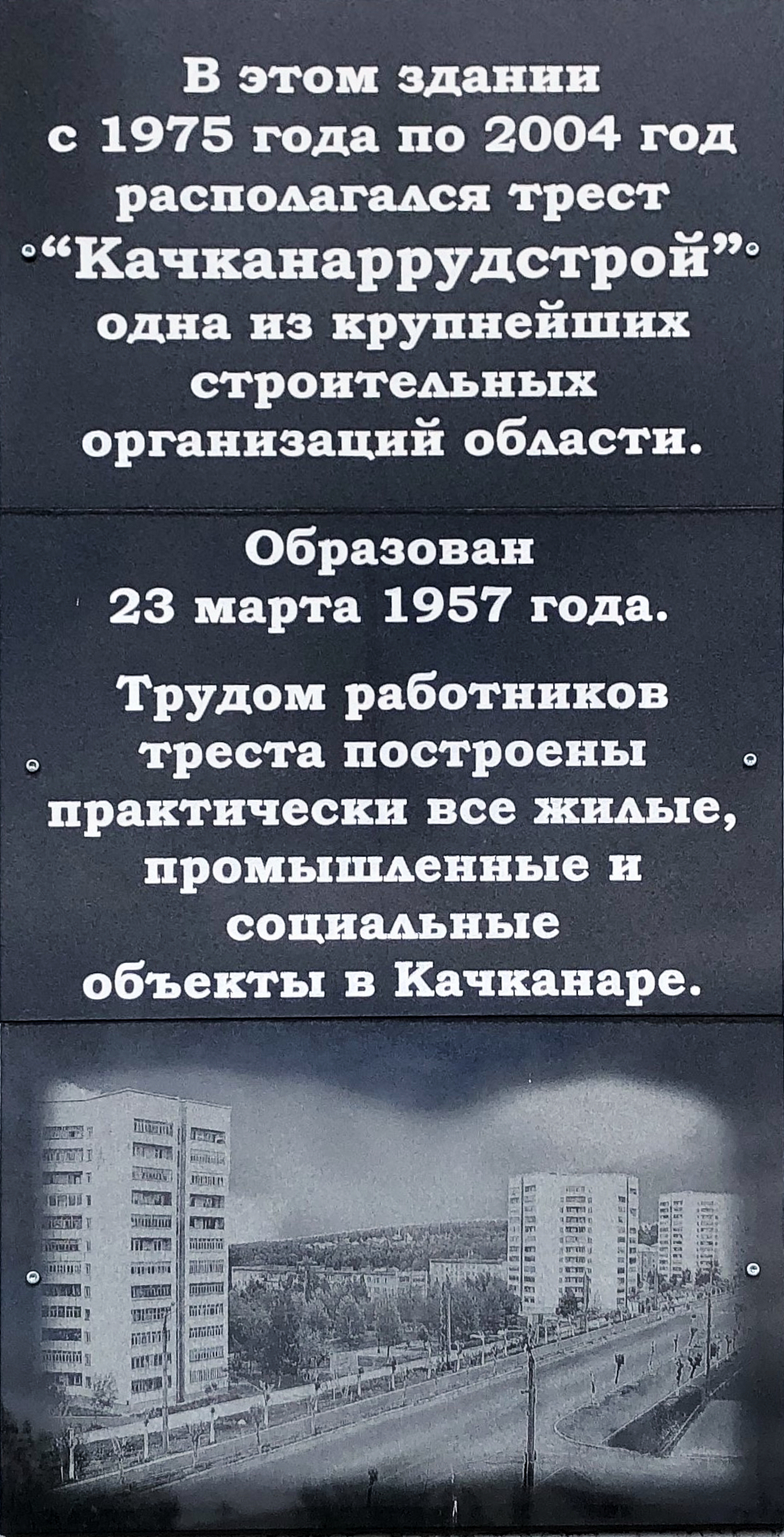
Памятная табличка на здании бывшего треста «Качканаррудстрой» (ул. Свердлова, 7а)

Первые описания горы Качканар были сделаны в 1770 году академиком П. С. Палласом в книге «Путешествие по разным провинциям Российского государства». В оригинале гора названа Кушанар, в переводе указано название Кесканар.

Гора Кесканар лежит от Палкиной гораздо более тридцати вёрст на левой стороне Исса, которую при деревне, а после под самою переезжал горою. Выехав поутру весьма рано, имел я довольно времени, осмотрев гору и железные по Кесканару рудники, также собрав изрядные куски магнита, возвратиться пред вечером назад… Вёрст за 5 от Магнитной горы вырыта на высокой южной части вздымающегося Кесканара, составляющему косогор, крестовая копань, из которой начали добывать тучную, до 59 процентов содержащую в себе железную руду. Вся гора испещрена признаками этого железняка; хотя торчащие камни и состоят из серого дикого горника. Один только утёс от крестовой ямы сажень 20 к западу протянулся, состоящий прямо из твёрдого железняка, и оный сажени в 4 вышиною и шириною: Вогульцы как о сих рудных местах, так и о магнитных ямах давно уже известили благодать-Кушвинскому начальству, от которого оные и заняты были.
— 
Наибольший вклад в геологическое изучение района внесли А. П. Карпинский («Авгитовые породы деревни Мулдакаево и горы Качканар на Урале», 1869 г.), А. А. Краснопольский («Геологический очерк окрестностей Верхне- и Нижне-Туринского завода и горы Качканар», 1909 г.), Е. Н. Барбот де Марни («Гора Качканар и её месторождения магнитного железняка», 1902) и Н. К. Высоцкий («Месторождения платины Исовского и Нижнетагильского района на Урале», 1913 г.), впервые составивший первую детальную карту массива в масштабе 1:42 000. Однако качканарские руды из-за низкого содержания железа мало интересовали промышленность, в связи с чем детальная разведка месторождения долгое время не проводилась. В литературе встречаются упоминания также о богатых железом качканарских рудах, использовавшихся в качестве магнитов для отделения золота и платины от примесей железа. Так, например, Барбот де Марни приводил данные по содержанию железа в руде из жилы от 52,82 до 58,93 %, указывал на высокое загрязнение пустой породой и называл месторождение «в целом неблагонадёжным».
В 1786 году в 50 километрах от горы Качканар на реке Бисер (приток Койвы) был построен Бисерский чугуноплавильный завод. Земельная дача этого завода площадью 354 858 десятин принадлежала А. С. Строганову, затем по наследству — вдове, баронессе Марии Строгановой, её падчерице, княгине Анне Голицыной, и её дочери, В. П. Шаховской. Позднее она перешла к Шуваловым. В 1818 году дача Бисерского завода, в которую входила гора Качканар, была отмежёвана землемером Ивановым. Это вызвало протест горного начальства, поскольку считалось, что качканарские земли казённые. Началась судебная тяжба, и только в 1839 году тремя решениями Сената Качканар остался в Бисерской даче. Через 30 лет снова начался судебный процесс о владении Качканаром. Причиной новой тяжбы стало очередное спорное межевание. В 1868 году межевик Уральского горного управления Швалёв отграничил три рудника Бисерской дачи: Магнитный, Качканарский и Медный к Николае-Павдинскому заводу, осуществлявшему в то время только выплавку меди в небольших количествах, что вызвало возмущение графа П. П. Шувалова, сына В. П. Шаховской , получившего в наследство Бисерский завод. В 1873 году Пермский уездный суд посчитал разграничение неверным и решил дело в пользу П. П. Шувалова. Споры за владение горой Качканар отрицательно влияли на проведение геологических работ, поскольку обе стороны в это время разведку не проводили.
После Шувалова выигрыша в суде в 1875 году управляющий его Пермским имением горный инженер Ободовский заложил штольню на выходе оливиновой породы с богатой вкрапленностью магнитного железняка (более 40 %) на южном склоне Качканара. Прошли её длиной около 8 сажен. Работы прекратили на безрудных пироксенитах из-за значительных затрат. Штольня сохранилась до настоящего времени под названием «штольня Ободовского». Кроме штольни и многочисленных шурфов на вершине и склонах горы со стороны реки Ис остались следы разведки около так называемой Магнитной ямы. Их происхождение остаётся неизвестным, но характер выработок показывает, что в этих местах производилась добыча магнитного железняка, а на старой лиственнице, растущей около выработки, сохранились инициалы и даты 1811 года.
В 1888 году смотритель платиновых приисков графа Шувалова К. Оборин проводил разведку жилы магнитного железняка около штольни Ободовского. Но безрезультатно, так как разведка в твёрдых породах требовала порохострельных работ и больших затрат. Восточные склоны горы Качканар, где находятся и Гусевы горы, входили в Нижнетуринскую дачу Гороблагодатского округа. Горное ведомство проводило здесь также разведочные работы по поиску богатых руд. Руководили ими горные инженеры Землянский, Бернер, Мостовенко, Жмакин, Лебедзинский, Цимбаленко (1895), Адольф (1896). Работы последних двух инженеров привели к выводу, что месторождения Гусевых гор малоперспективны и представляют собой незначительные скопления (гнёзда) магнитного железняка в авгитовой породе. Большие по тому времени разведочные работы на Качканаре по желанию графа Шувалова провёл Е. Н. Барбот де Марни в 1899 году. Месторождения магнитного железняка на Качканаре он подразделил на следующие виды: 1) россыпи валунчатых руд; 2) вкраплённые в пироксенитах, в габбро, в оливиновой породе; 3) штоки и жилы сплошного магнетита.
Разведку валунчатых руд вели по логу вдоль юго-восточного склона южного Качканара, где, по архивам Лысьвенского управления, велась добыча руд и плавка в Бисерском заводе с 30-х годов XX века. Было пройдено 570 шпуров на 17-ти разведочных линиях, одна шахта и пробурена одна скважина. Разведана россыпь шириной 40 и длиной 800 сажень. Запасы составили 400 000 пудов. В районе штольни Ободовского провели разведку богатых вкраплённых магнитных руд в оливиновой породе. Пробурили 7 скважин ручным бурением алмазными коронками и одну механическим бурением. Выявлено рудное тело неправильной формы — пластообразный шток в пироксенитовой породе, залегающий согласно склону горы. Запасы составили 55 млн пудов при среднем содержании железа 27 %.
Сплошной магнитный железняк встретился в трёх местах. В частности, на горе Магнитная Яма. В 1898 году под руководством горного инженера Н. А. Шамарина было пробурено 6 скважин и пройден ряд шурфов. Рудное тело оказалось в виде штока или жилы, запасы невелики. В километре от штольни Ободовского на север при бурении обнаружили рудный шток длиною около 13 метров с падением внутрь горы. Третий выход сплошной руды в пироксенитах вблизи штольни Ободовского имеет жилообразную форму и малые размеры. Руда похожа на валунчатую. В это же время Барбот де Марни впервые в России проводит на Качканаре геофизическую съёмку. Вся площадь Качканара (Шуваловская) была разбита сетью визирных линий сеткой 100 × 100 сажен. В точках их пересечений проводились наблюдения магнитометром Тиберг-Талена. Прорублено 58 визирных линий длиной 271 километр. Наблюдения сделаны в 1358 точках. Между горами Еловая Грива и Магнитная Яма получились значительные магнитные отклонения. Было пробурено четыре скважины, одна из них глубиной до 100 метров. Сплошных богатых руд не встретили, обнаружили рудную вкрапленность в пироксенитах. Поиски богатых руд на Качканаре оказались отрицательными. Барбот де Марни дал заключение: пироксениты являются преобладающей породой Качканара. Граф Шувалов взял в бессрочное пользование Александровский рудник (около горы Благодать) и оплачивал четверть копейки за каждый пуд руды.
В конце XIX века качканарская руда использовалась в качестве добавки к бурым железнякам в шихте доменных печей Бисерского завода.
С 1900 по 1905 годы район изучался на наличие платины геологом Н. К. Высоцким. Им была составлена карта Исовского платиноносного района в масштабе 1:42 000. Вопросами железных руд он практически не занимался. В 1931 году партией Уральского геологического управления под руководством А. И. Медведева весь Качканарский массив, включая Гусевы горы, был покрыт магнитометрической съёмкой. Всего 136 км² по сетке 100 × 40 и местами — 50 × 20 метров. На общем фоне массива выделились два аномальных участка. Один приурочен к Качканару, другой — к Гусевым горам. В 1932 году В. Я. Ильясов на Гусевых горах проводил более детальную магнитометрическую съёмку по сетке 50 × 20 метров — площадь 12,96 км². Шурфы проходились с целью проверки аномалий. По неизвестной причине в полном объёме эти работы не были проведены. В 1931—1932 годы обследование Качканарского комплекса производили из Уральского института прикладной минералогии И. И. Малышев, П. Г. Пантелеев, А. В. Пэк, которые дали оценку перспектив рудоносности Качканарского массива и оценили запасы бедных вкраплённых руд до глубины 50—100 метров в несколько сот миллионов тонн.
В 1946—1953 годах выполнена детальная разведка месторождений Качканарской группы (в 1946—1948 годах — партией треста «Уралчерметразведка», с 1949 года — Уральским геологическим управлением). В 1961 году на месторождении была закончена геологическая съёмка.
Основные продукты комбината
Памятная медаль 1993 года в честь добычи миллиардной тонный руды
На момент проектирования комбината в отечественной и мировой практике не было прецедентов разработки месторождений с низким (16—17 %) содержанием железа. Целесообразность разработки Качканарских месторождений была предметом споров и дискуссий. Среди многих проблем при проектировании комбината выделялась тема транспортировки хвостов мокрой магнитной сепарации, которые образуются в огромном количестве, учитывая низкое содержание железа в руде. Экономическая эффективность была достигнута за счёт комплексного использования руды (извлечение железа и ванадия) и эффективной схемы транспортировки и переработки руды. Также рентабельность обеспечивалась хорошей обогатимостью руды, минимальным содержанием вредных примесей (серы и фосфора), низким коэффициентом вскрыши. Также в пользу разработки месторождения сыграла близость к металлургическому комбинату — НТМК. Доля затрат на перевозку качканарского железорудного сырья в его себестоимости, по состоянию на 1998 год, составляла около 9 %.
Проектирование горно-транспортного комплекса осуществляли специалисты института Уралгипроруда; фабрик дробления, обогащения, окомкования и агломерации — институтом Уралмеханобр. Начало строительства комбината относят к июню 1950 года. 25 февраля 1956 года на XX съезде КПСС были приняты директивы 6-й пятилетки, в которых содержалось предписание «обеспечить освоение новых железорудных месторождений, ввести в действие Качканарский горно-обогатительный комбинат на Урале». Первым руководителем комбината был назначен Виктор Петрович Дерягин, возглавлявший предприятие до 1960 года.
14 сентября 1956 года приказом Министра чёрной металлургии СССР была организована дирекция строящегося комбината, в 1957 году создан трест «Качканаррудстрой», строительство комбината было объявлено Всесоюзной ударной комсомольской стройкой. В 1958 году началось строительство Главного карьера Качканраского ГОКа. Основные объёмы горноподготовительных работ были проведены в 1961—1962 годах. В 1960 году началось строительство обогатительной фабрики, цеха ЖБК, ТЭЦ. 30 сентября 1963 года первая очередь ГОКа была пущена в строй. Ещё раньше, 8 июня 1963 года был получен первый концентрат. В короткие сроки была построена аглофабрика, 28 декабря 1964 года получен первый агломерат. Существенный вклад в запуск комбината в эксплуатацию внёсли Е. А. Кандель, руководивший предприятием с 1962 по 1969 год, и Н. Я. Ерёмин, работавший начальником обогатительной фабрики, главным инженером и директором комбината в 1962—1995 годах.
За период с 1957 по 1962 год на стройку прибыло 760 коммунистов, 3600 комсомольцев, 3600 демобилизованных военнослужащих.
Генеральным проектом предполагалось строительство Главного (18 млн тонн в год) и Северного (15 млн тонн в год) карьеров. Когда комбинат уже ввели в эксплуатацию и обогатительная фабрика выдавала концентрат, поступили данные о доразведке Западной залежи. В 1964 году институтом Уралгипроруда было принято решение о строительстве Западного карьера, в 1966 году была определена его мощность в 8,25 млн тонн в год (в 1968 году уточнена до 15 млн тонн). По факту Западный карьер, наиболее удобный в транспортном отношении, ввели в эксплуатацию раньше Северного — в конце 1969 года. Горные работы на Главном карьере начались в 1959 году, добыча руды — в 1963 году.

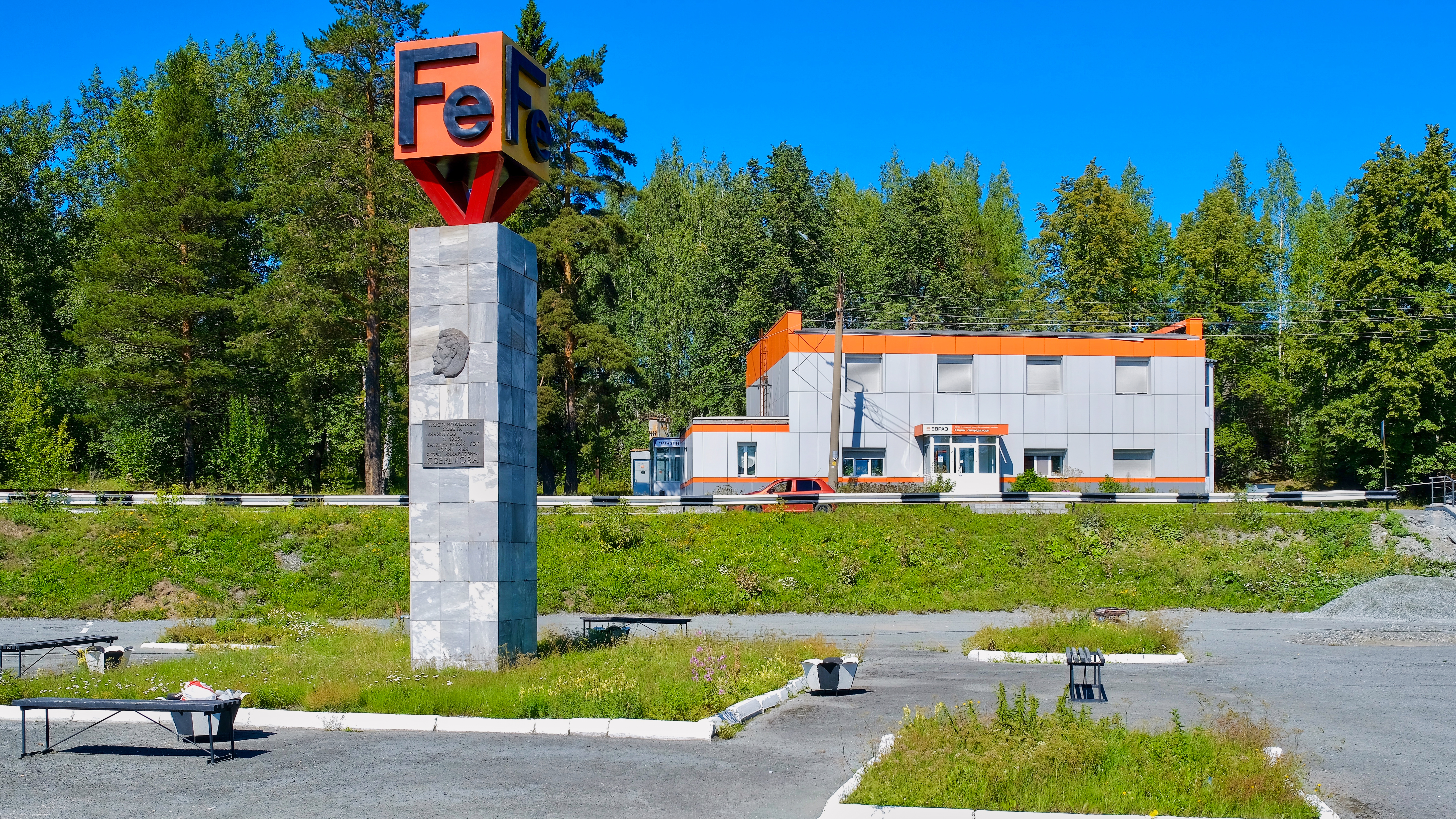
Стела около управления комбината в честь присвоения ему имени Я. М. Свердлова

В конце 1966 года была сдана в эксплуатацию вторая очередь комбината на 16,5 млн тонн сырой руды в год. В 1968 году введены в эксплуатацию третья четверть обогатительной фабрики, ремонтно-механический завод. В мае 1967 года Совет Министров РСФСР постановил присвоить имя Якова Михайловича Свердлова Качканарскому горно-обогатительному комбинату Средне-Уральского Совнархоза. В 1970 году были запущены в эксплуатацию две первые обжиговые машины фабрики окатышей, в 1971 году — две последующие.
К концу 1973 года комбинат вышел на проектную мощность — 33 млн тонн руды в год. В апреле 1974 года комбинат добыл 200-миллионную тонну руды. К 1976 году комбинат вышел на проектную мощность по переработке 40 млн тонн руды в год. В 1977 году бригадир агломератчиков В. П. Тарасов выступил инициатором соцсоревнования по повышению качества производимого агломерата. В том же году впервые в отрасли качканарскому агломерату был присвоен государственный Знак качества. В 1982 году Тарасов был награждён Государственной премией СССР.
В 1985 году были выполнены проекты обжиговых машин ОК-1-228 рабочей площадью 228 м², предназначенных для замены обжиговых машин ОК-6-108. Четыре машины были изготовлены на Уралмашзаводе в 1986—1990 годах и введены в промышленное производство в 1987—1993 годах.

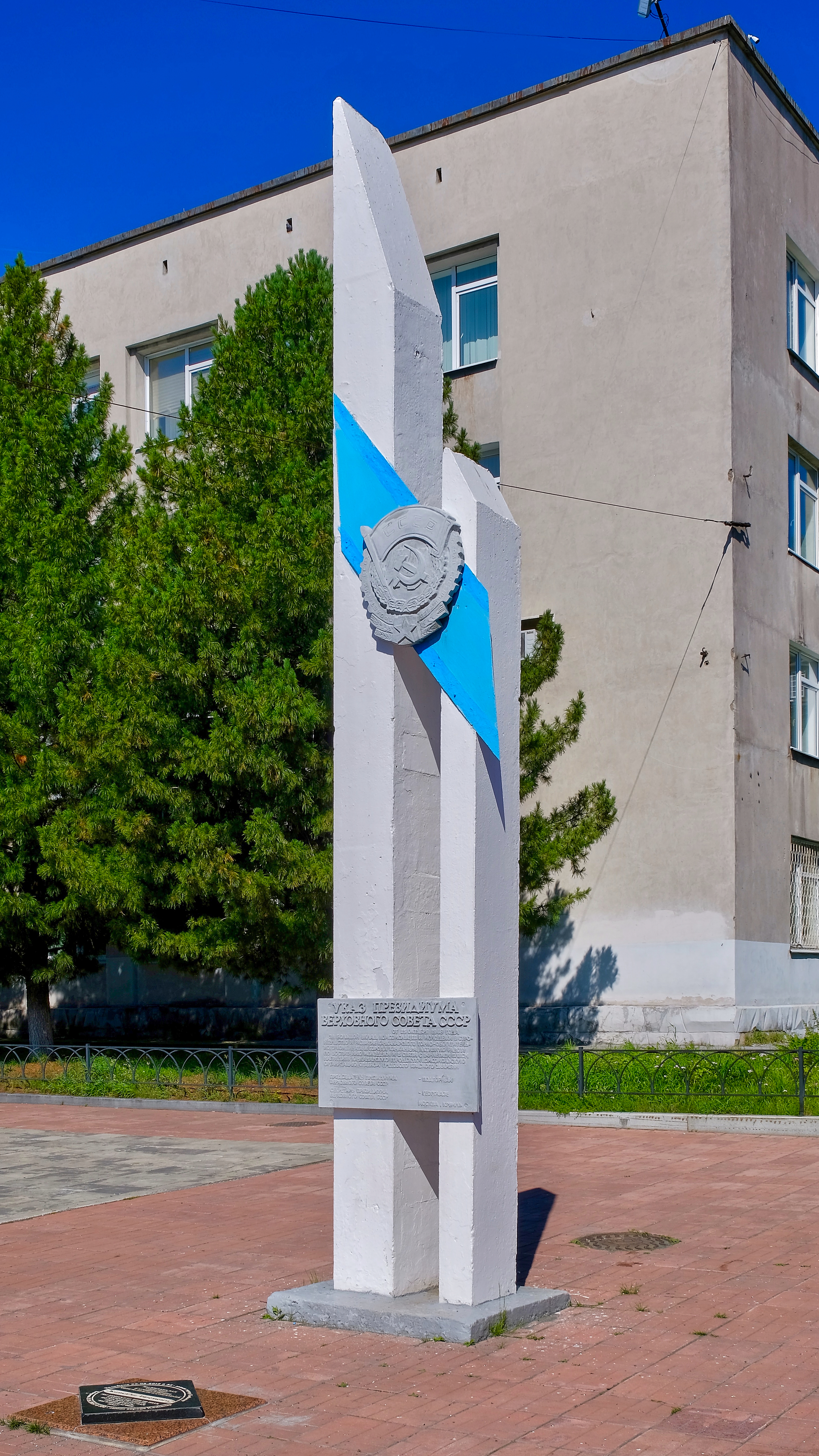
Стела на центральной площади Качканара в честь награждения городского КОМСОМОЛа орденом Трудового Красного Знамени

25 октября 1968 года был подписан Указ Президиума Верховного Совета СССР о награждении Качканарской городской комсомольской организации орденом Трудового Красного Знамени «За большой вклад комсомольцев и молодёжи в строительство и развитие Качканарского горно-обогатительного комбината и города Качканара, активную работу по воспитанию молодёжи и в связи с 50-летием ВЛКСМ». Несмотря на относительно низкое содержание железа в руде, рентабельность комбината в 1975 году превысила среднеотраслевую, а вложенные в строительство комбината средства полностью окупились в 1982 году. В 1970-х годах комбинат был крупнейшим в СССР по объёмам переработки руды.
С 1965 до 1992 года комбинат входил в объединение Уралруда в статусе юридического лица. В 1993 году ГОК прошёл процесс приватизации, и получил наименование Открытое акционерное общество Качканарский горно-обогатительный комбинат «Ванадий». Основными акционерами общества стали ООО «Линэкс» (Москва), АОЗТ «Система коммуникаций и технологий» (Москва), фирма «Панорама» (Москва).
В конце 1990-х годов комбинат производил более 7,3 млн тонн железорудного концентрата, что составляло 57,46 % от объёма всей уральской добычи.
По состоянию на январь 2000 года в обороте находились 190,9 млн акций предприятия номиналом в 1 рубль и рыночной ценой 2,3 руб.
В 2006 году ГОК получил лицензию на разработку Собственно-Качканарского месторождения. В 2011 году предприятие было переименовано в ОАО «ЕВРАЗ Качканарский горно-обогатительный комбинат».

### Освоение доменной плавки на Качканарском сырье
Опытные плавки качканарского агломерата производились на Чусовском металлургическом заводе в сентябре 1963 года и на Нижнетагильском металлургическом комбинате в ноябре 1963 года. Промышленная доменная плавка качканарского сырья осваивалась на Нижнетагильском металлургическом комбинате и была сопряжена с определёнными трудностями. Противоречие заключалось в том, что для более эффективного извлечения ванадия в чугун необходимо поддерживать низкое содержание кремния в нём — это достигается при ведении плавки при низких температурах. С другой стороны, низкая температура плавки приводит к тому, что шлак, содержащий оксиды титана, становится вязким и затрудняет выпуск из печи. Поэтому основной сложностью для доменщиков при плавке титаномагнетитов является необходимость поддержания стабильной оптимальной температуры в печи.

## Технологический процесс

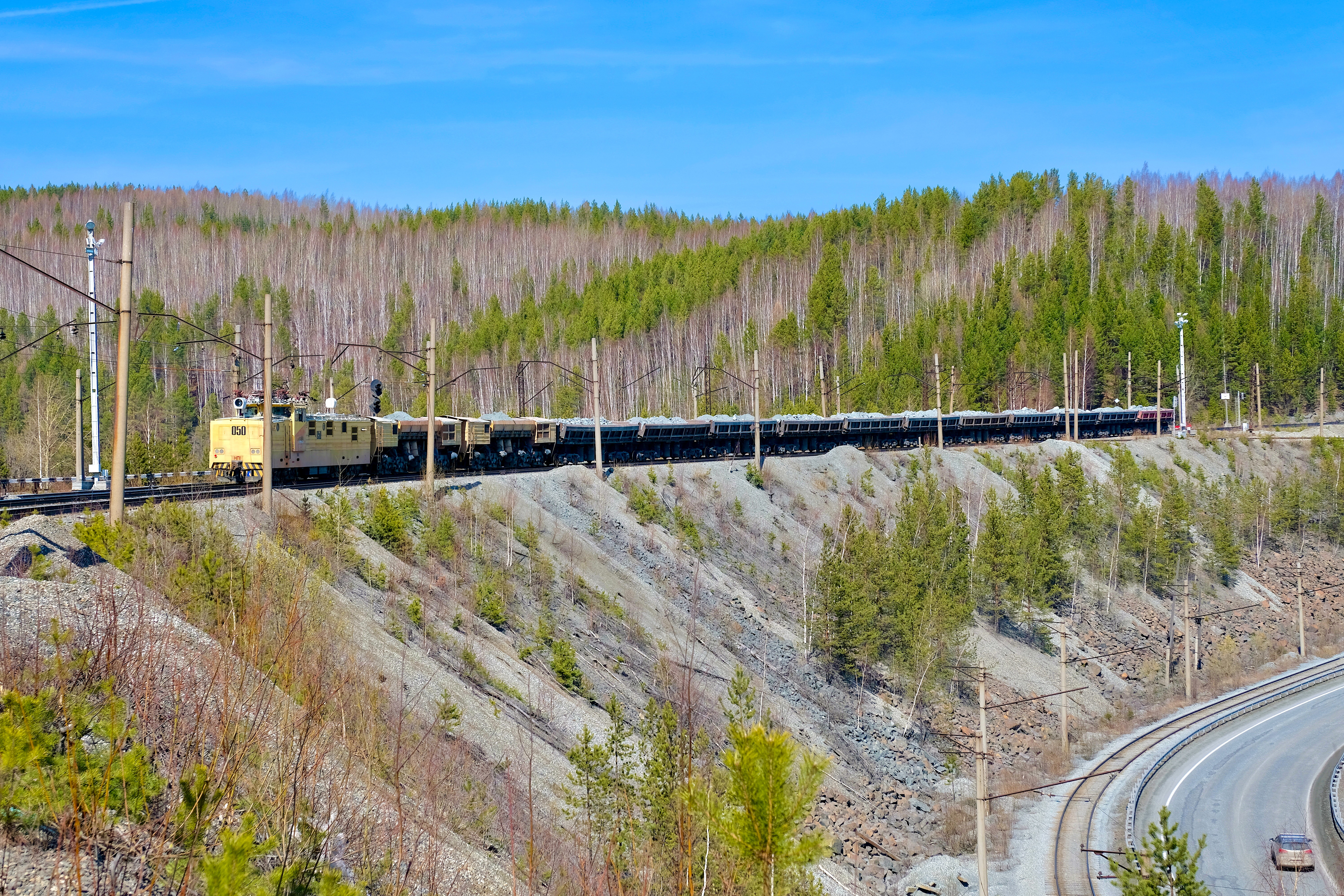
Доставка руды из карьера на дробильную фабрику

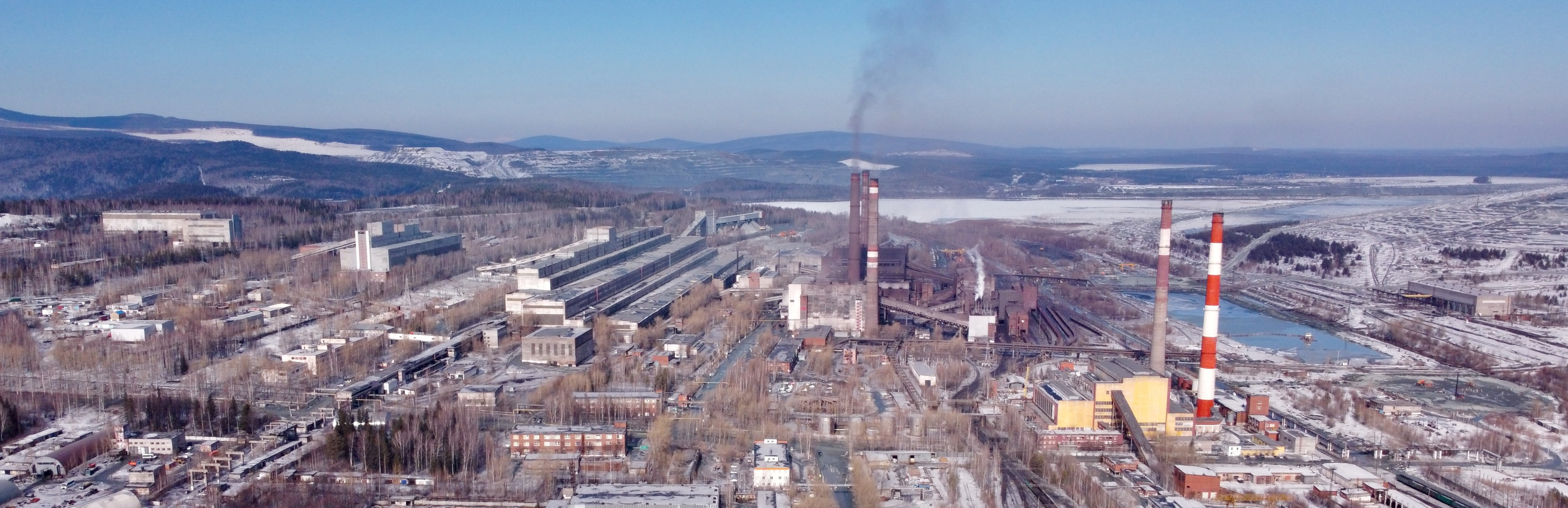
Фабричный комплекс. Слева сверху направо вниз: цех дробления, цех обогащения, фабрика окускования, шламохранилище

Содержание железа в рудах месторождения колеблется в пределах 14—16 %, пятиокиси ванадия (V2O5) — 0,12—0,14 %. Главным рудным минералом является магнетит в виде вкрапленности до 90 % объёма рудной части. Руда и вскрышные породы представлены скальными горными породами и разрабатываются с применением буровзрывных работ. Добыча руды ведётся открытым способом с погрузкой экскаваторами в думпкары. Транспортировка руды от забоя до дробильной фабрики производится железнодорожным транспортом.
Дробление руды производится конусными дробилками. Мелкодроблёная руда ленточными конвейерами подаётся на обогатительную фабрику. На обогатительной фабрике производится предварительное обогащение дроблёной руды методом сухой магнитной сепарации с выделением в хвостах породы в виде щебня разных классов. Предварительно обогащённая руда проходит две-три стадии измельчения в стержневых и шаровых мельницах и 4—5 стадий мокрой магнитной сепарации с выделением железо-ванадиевого концентрата. Затем концентрат обезвоживается и отгружается конвейерами в цех шихтоподготовки. Хвосты мокрой магнитной сепарации объёмом свыше 40 млн т в год по хвостопроводам в виде пульпы передаются на насосную станцию цеха хвостового хозяйства. Хвосты мокрой магнитной сепарации в виде пульпы с содержанием твёрдого около 10 % по пульповодам перекачиваются в хвостохранилище. Здесь производится складирование хвостов, а в прудах отстойниках происходит осветление воды, которая затем используется в качестве оборотной в процессе обогащения и в других технологических целях.
Процесс агломерации концентрата включает подготовку твёрдого топлива и известняка, дозированную шихтовку концентрата с твёрдым топливом и известняком, смешивание компонентов шихты с горячим возвратом, окомкование и спекание шихты на двух агломашинах. Процесс получения окатышей включает подготовку порошка из бентонитовой глины, дозированную шихтовку концентрата, смешивание компонентов шихты с возвратом сырых окатышей, окомкование шихты в чашевых грануляторах, грохочение сырых окатышей на роликовых питателях и обжиг на четырёх конвейерных обжиговых машинах. Отгрузка товарного агломерата и окатышей производится через погрузочные бункера в железнодорожные вагоны.

## Деятельность
| Год                | Добыча руды, млн т | Производство концентрата, млн т |
| ------------------ | ------------------ | ------------------------------- |
| 1975               | 34,9*              | 6,2                             |
| 1978               | 38,9*              | 7,1                             |
| 1980               | 40,1*              | 7,4                             |
| 1981               | 41,1*              | 7,6                             |
| 1982               | 41,7*              | 7,7                             |
| 1994               |                    | 7,1                             |
| 1995               |                    | 7,7                             |
| 1996               |                    | 7,3                             |
| 1997               |                    | 6,4                             |
| 1998               |                    | 6,6                             |
| 1999               | 38,1               | 7,4                             |
| 2000               | 39,9               | 7,7                             |
| 2001               | 40,0               | 7,6                             |
| 2002               | 41,5               | 7,8                             |
| 2005               | 46,0               | 8,6                             |
| 2006               | 51,2               | 9,4                             |
| * переработка руды |                    |                                 |

Основные виды продукции:
- Высокоосновный агломерат
- Неофлюсованные окатыши
- Щебень различных фракций

Основные потребители продукции комбината:
- Нижнетагильский металлургический комбинат[75]
- Чусовской металлургический завод[76]
- Челябинский металлургический комбинат[77]

В 2010 году было добыто и переработано 50 002 тыс. т сырой руды. Производство концентрата составило 9300 тыс. т, производство окускованного сырья составило 8656 тыс. т, в том числе окатышей 5616 тыс. т. В 2016 году ЕВРАЗ КГОК произвёл 3,4 млн т агломерата и 6,5 млн т окатышей. Выручка в 2010 году составила 24 308 млн руб. Чистая прибыль достигла 11 013 млн руб.
Комбинат входит в структуру ООО «ЕвразХолдинг» в качестве управляемой организации. Учредителями общества являются Нижнетагильский металлургический комбинат — 57,68 % уставного капитала и Западно-Сибирский металлургический комбинат — 39,95 % уставного капитала. Эмитентом выпущено 381 864 252 акций. С 2001 по 2007 года акции котировались в RTS Board. Биржевой тикер — KGOK.

### Инциденты
2 ноября 1999 года в 17 часов на комбинате произошла авария — избыточное давление воды прорвало дамбу хвостохранилища и более 20 млн м³ пульпы пошли на город Качканар и окружающие населённые пункты. В результате разрушения водосбросного сооружения № 13 из Рогалевского отсека в Промежуточный произошёл размыв примыкающего участка Разделительной дамбы, образовался проран глубиной до 20 м и шириной до 130 м с изливом воды из прудка. Полностью были разрушены бетонные сооружения водосбросных каналов № 12, 13. Проран был размыт до коренного грунта. В результате аварии размыто около 60 м автодороги в районе посёлка Бушуевка, а также подходы к мосту через реку Выя, что нарушило сообщение по трассе Качканар — Нижняя Тура — Екатеринбург. По разным оценкам, экономический ущерб от аварии составил 200—250 млн руб.
Водосброс № 13 Рогалёвского отсека функционировал до осени 1991 года. В дальнейшем пропуск воды из Рогалёвского отсека в Промежуточный осуществлялся по временному открытому каналу путём создания банкетных водосливных перемычек из скального грунта со смещением в сторону коренного берега и пионерной отсыпки скального грунта вскрыши карьера, с разрушения которой и начался размыв Разделительной дамбы хвостохранилища. Причины аварии заключались в том, что строительство временного канала и перемычек проводилось без утверждённого проекта и указания срока их эксплуатации при ограниченных параметрах. Существенное увеличение продолжительности эксплуатации временного водосбросного канала вызвало деструкцию материала, снижение его прочностных и деформационных свойств, что привело к ослаблению конструкции на отдельных участках сооружения и разрушению. Изменение режима работы водосбросного канала в октябре 1999 года, то есть значительные (до 0,6 м) и резкие колебания уровня воды в прудке и на пороге канала, происходившие при нарушении технологического режима подачи пульпы из-за перебоев энергоснабжения предприятия.

Хвостохранилище
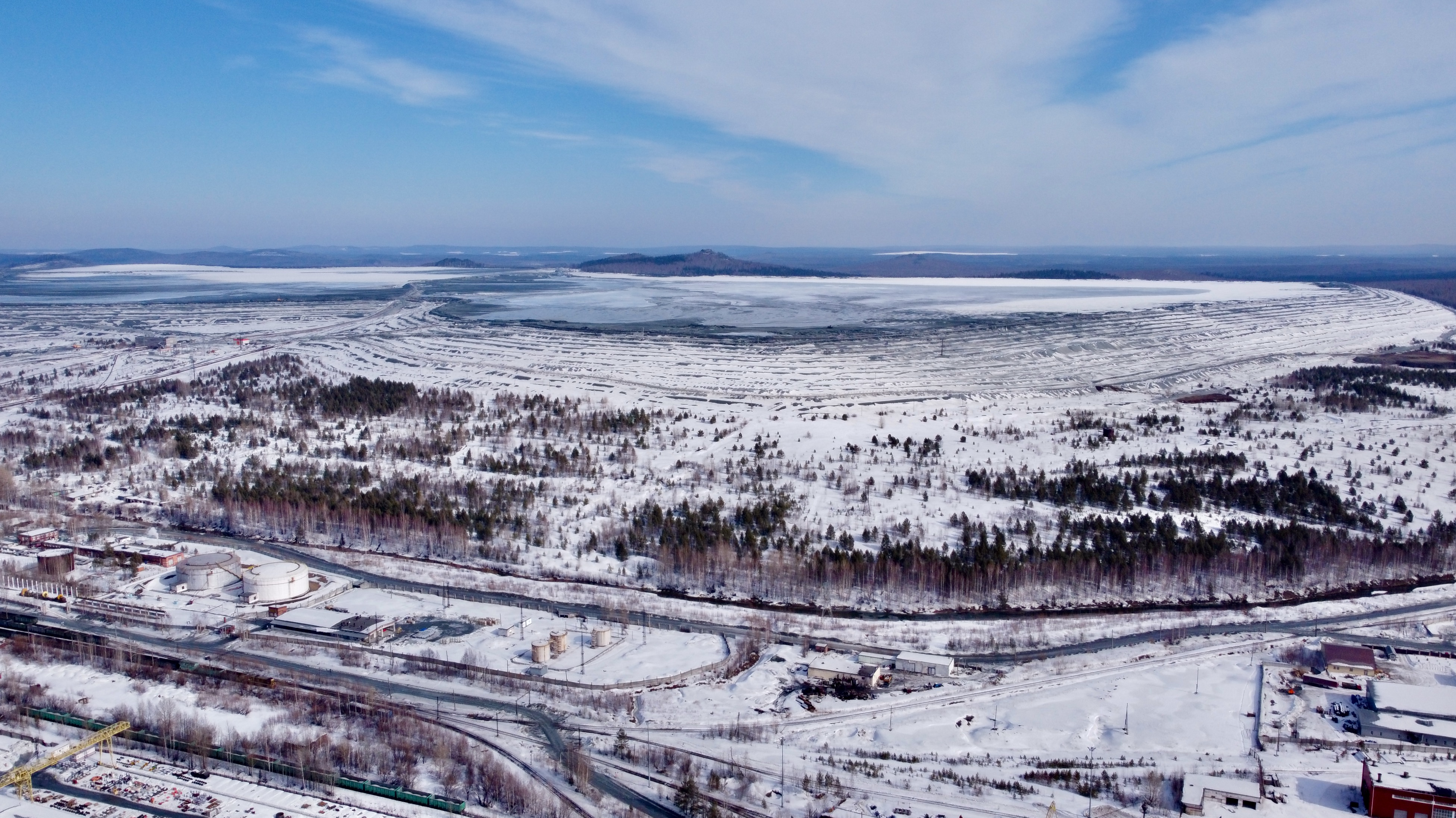
Дамба в 2022 году
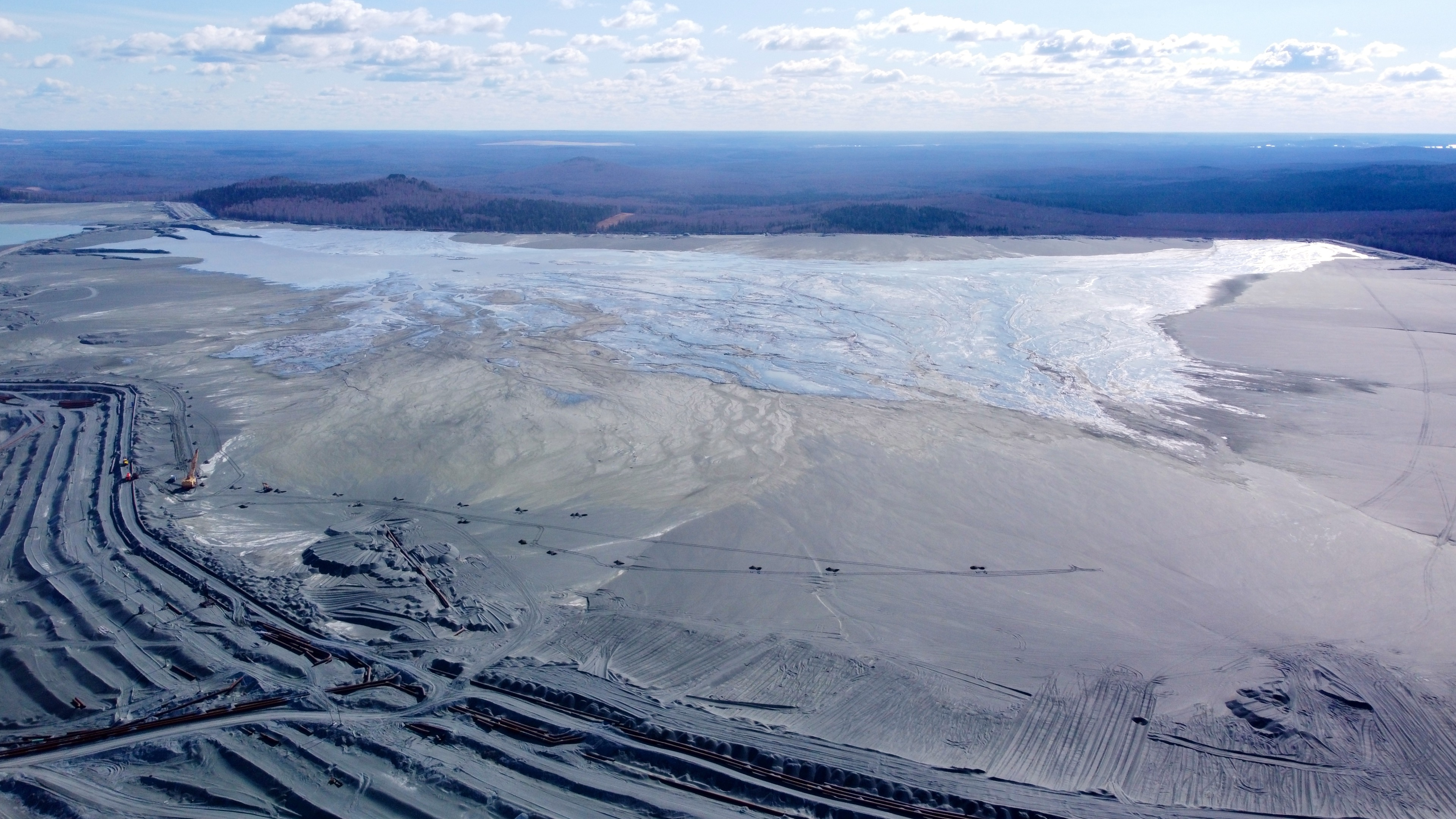
Основной отсек в 2022 году
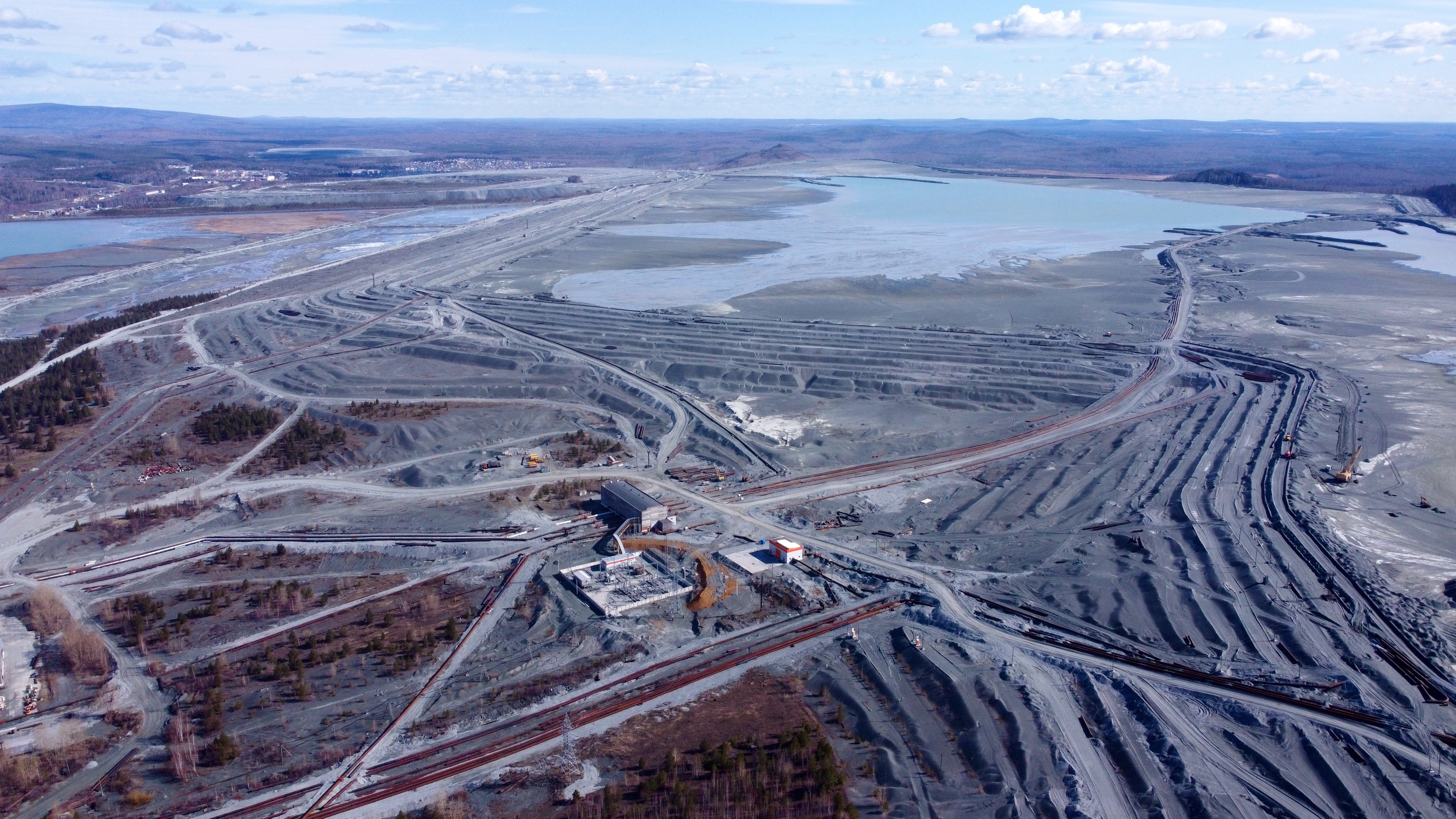
Пульповоды
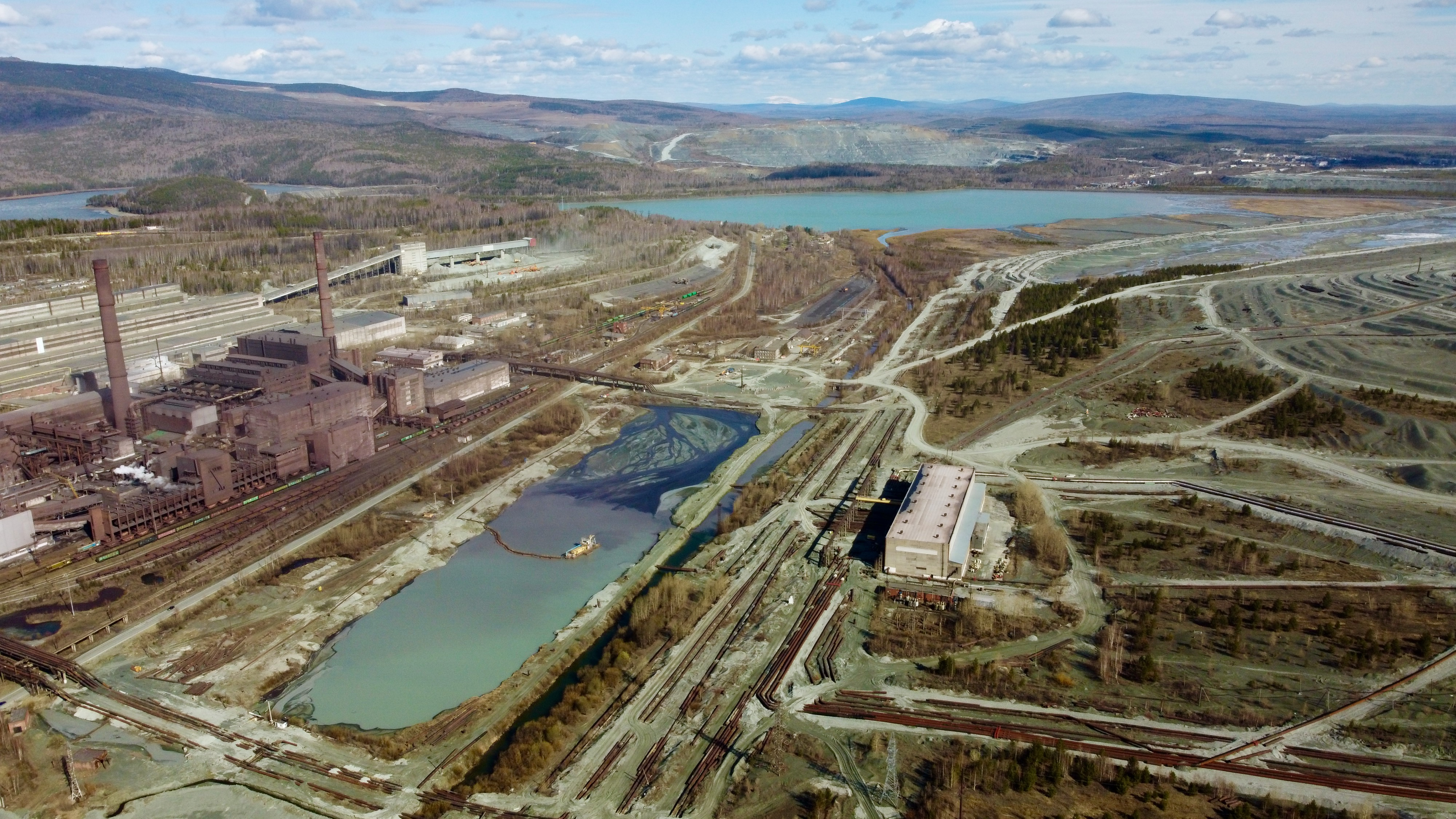
Аварийный прудок и земснаряд
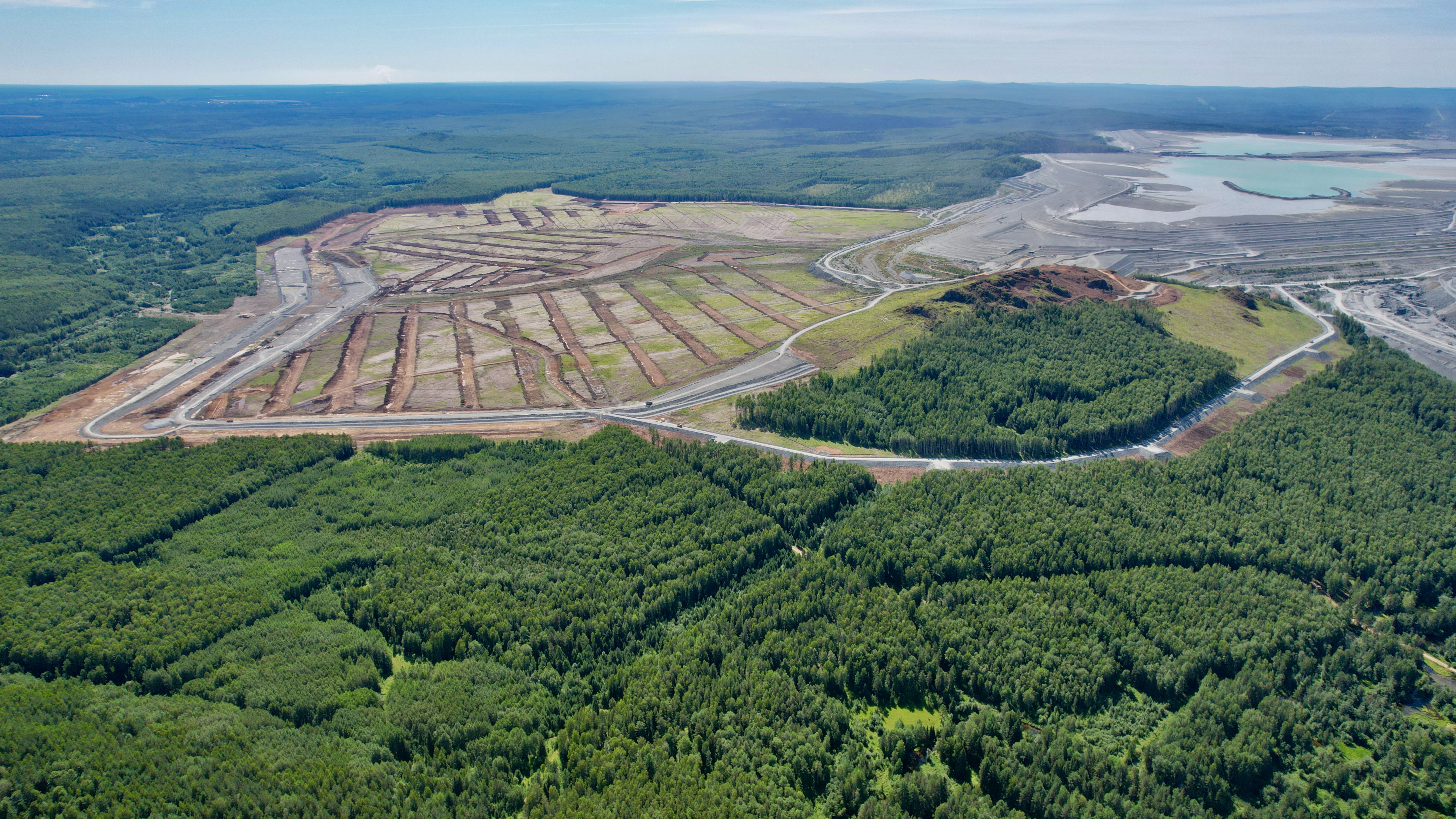
Строительство нового отсека

## Конфликт с буддийской общиной
На северо-восточном склоне горы Качканар в 1995 году был основан буддийский монастырь Шедруб Линг. В 2006 году Качканарский ГОК получил лицензию на разработку Собственно-Качканарского месторождения, а в 2013 году было получено положительное заключение государственной экспертизы проекта разработки. Монастырь при этом оказался в санитарной зоне карьера СКМ. Позже суд признал постройки буддистов на горе незаконными и подлежащими сносу. В 2019 году было достигнуто соглашение о переселении общины в посёлок Косья у подножия горы с условием сохранения периодического доступа к монастырю на вершине горы.

## Награды
- Орден Трудового Красного Знамени (29.04.1986)[44].

## Галерея

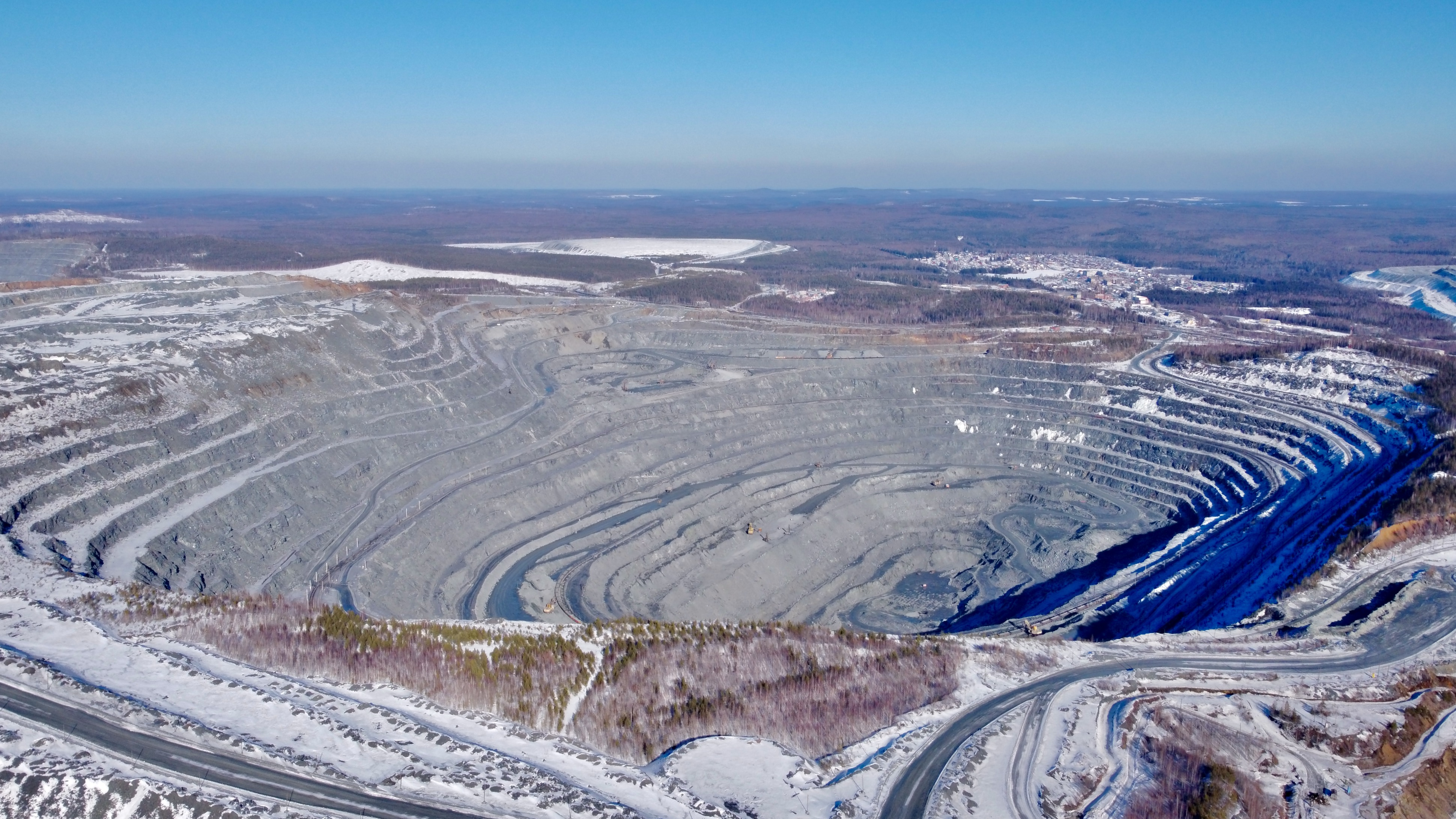
Главный карьер
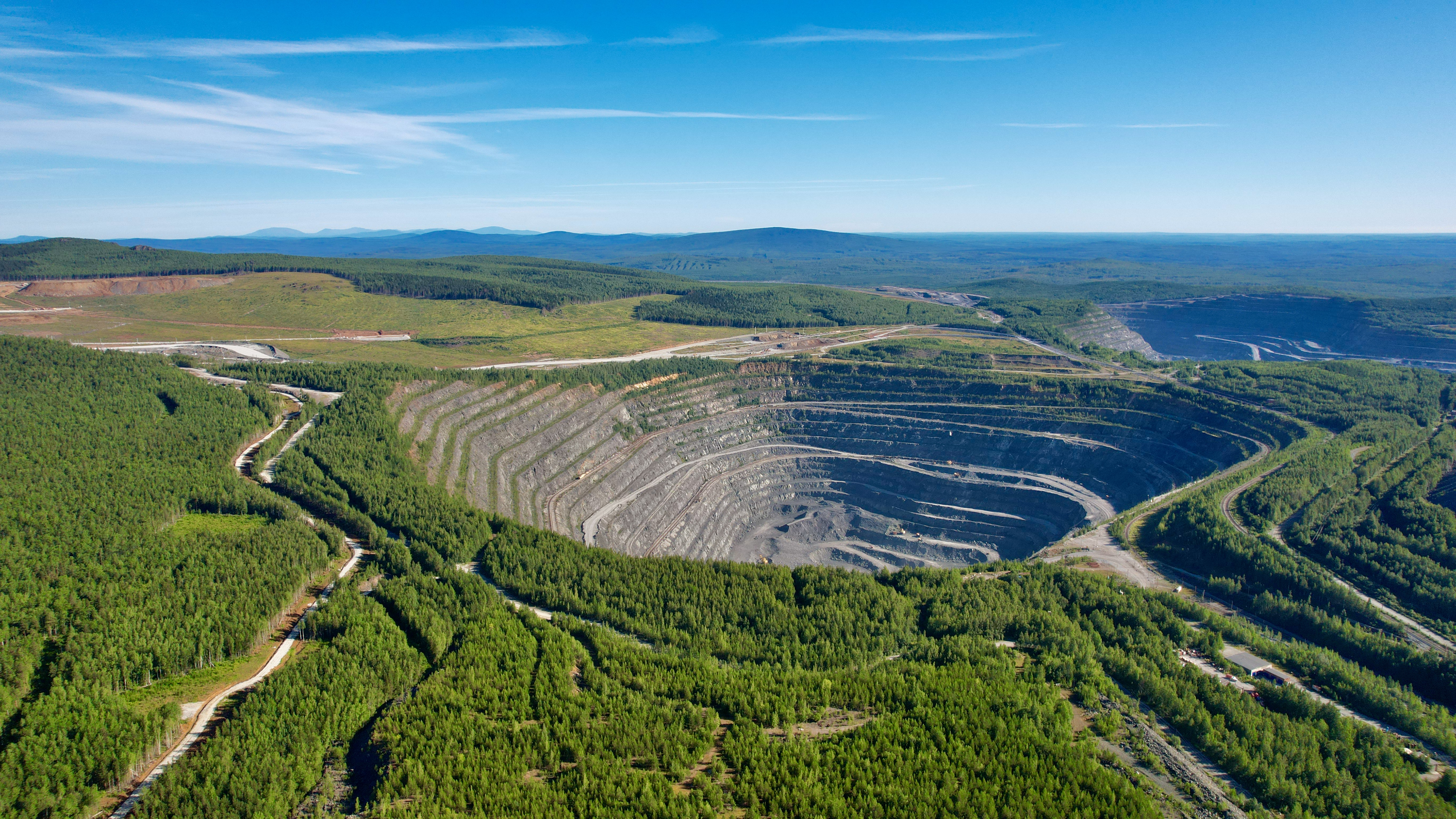
Западный карьер
- Электровозы НП1 и EL10 с поездами
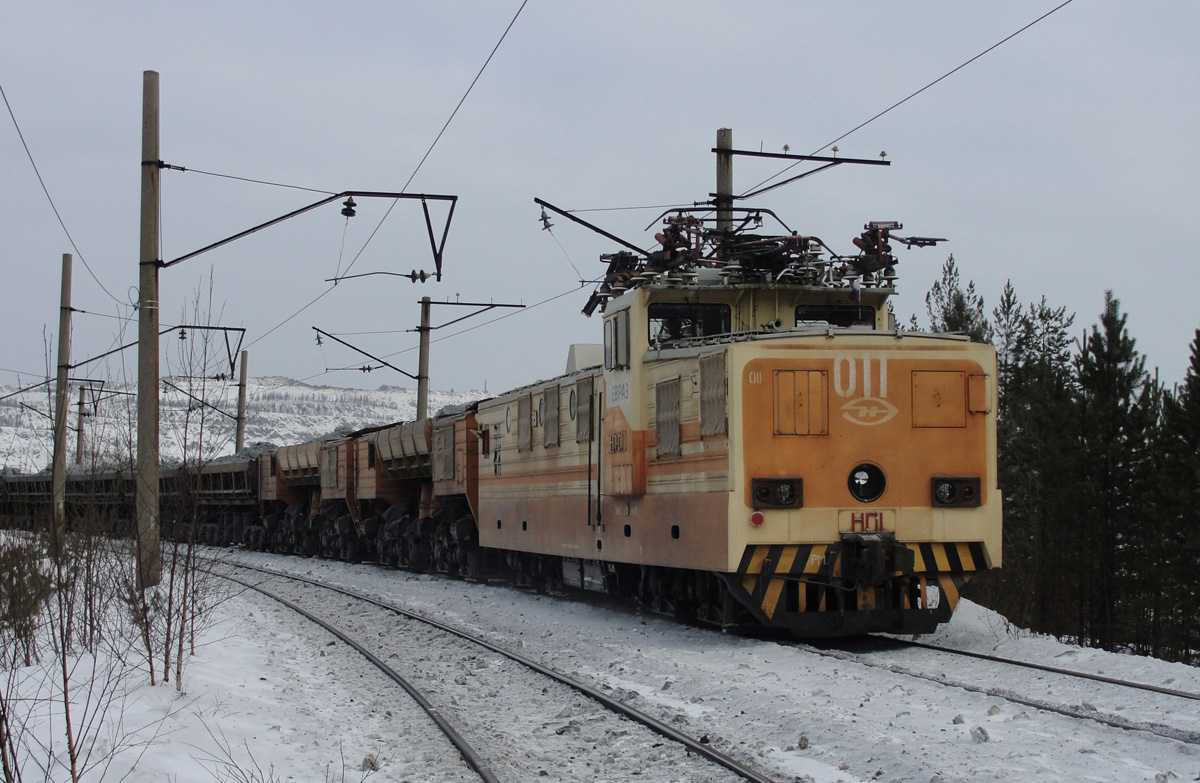
Тяговый агрегат на линии
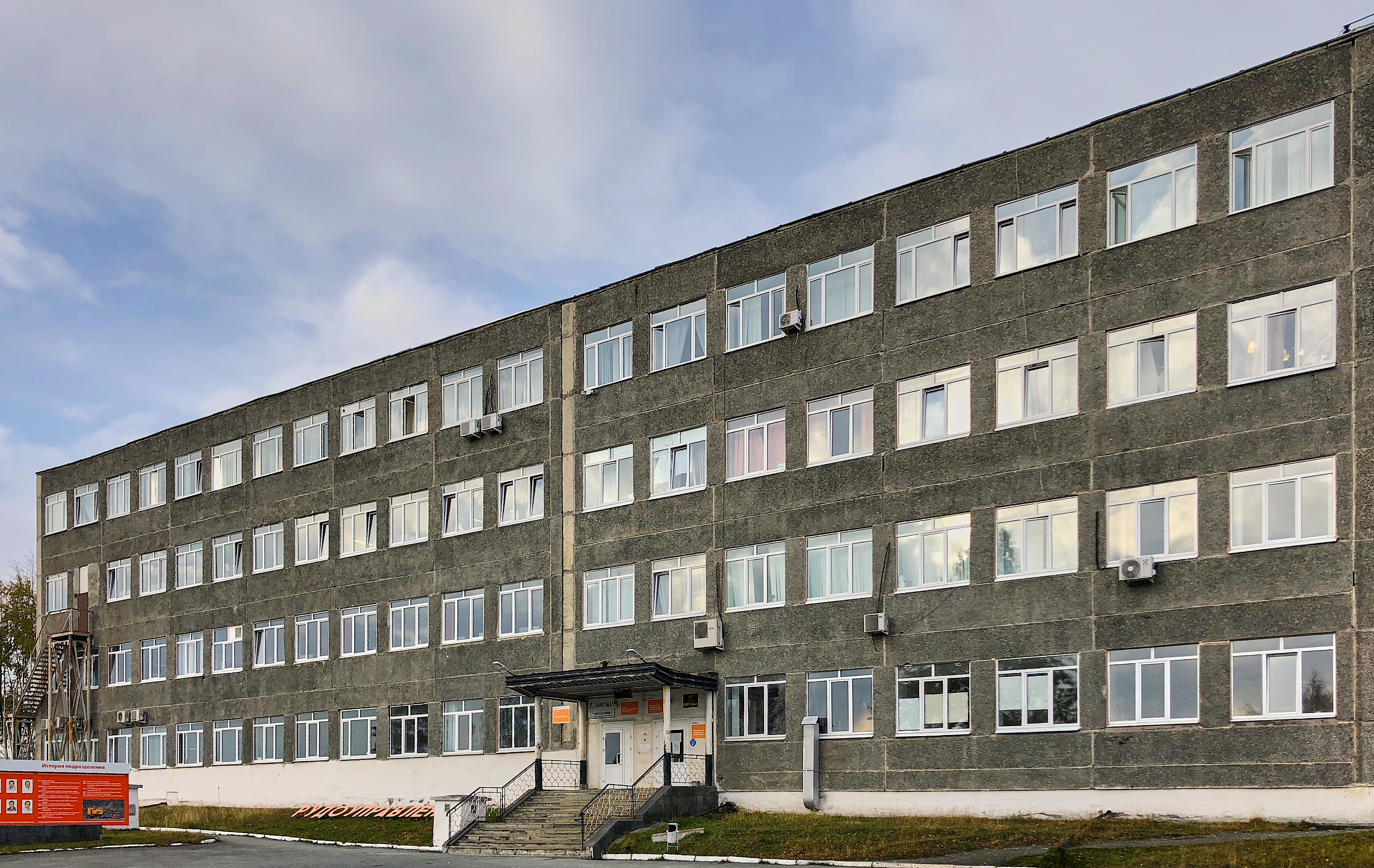
Администрация рудоуправления в Валериановске
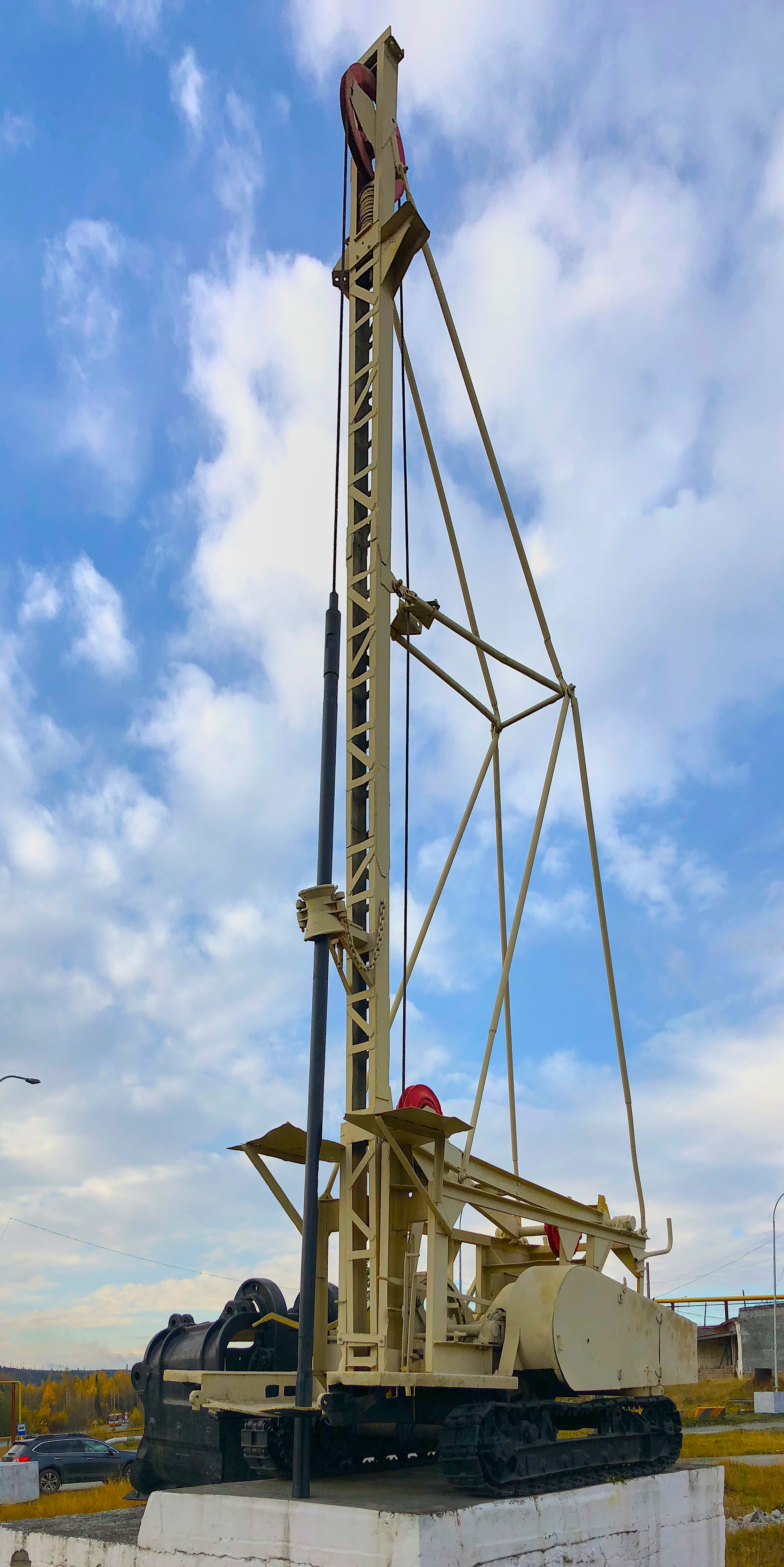
Стела в виде станка канатно-ударного бурения и ковша ЭКГ-5А
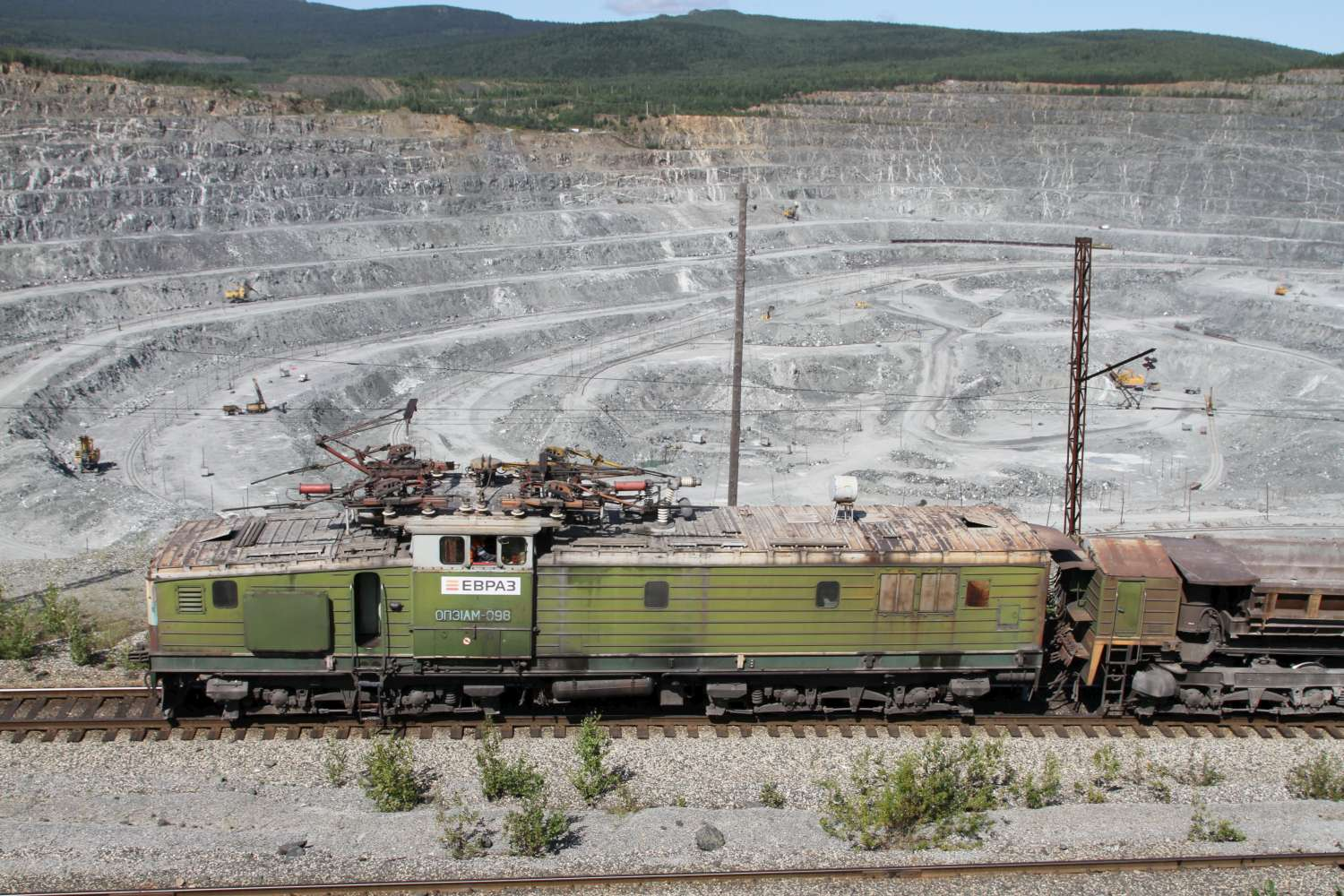
Тяговый агрегат ОПЭ1АМ-098
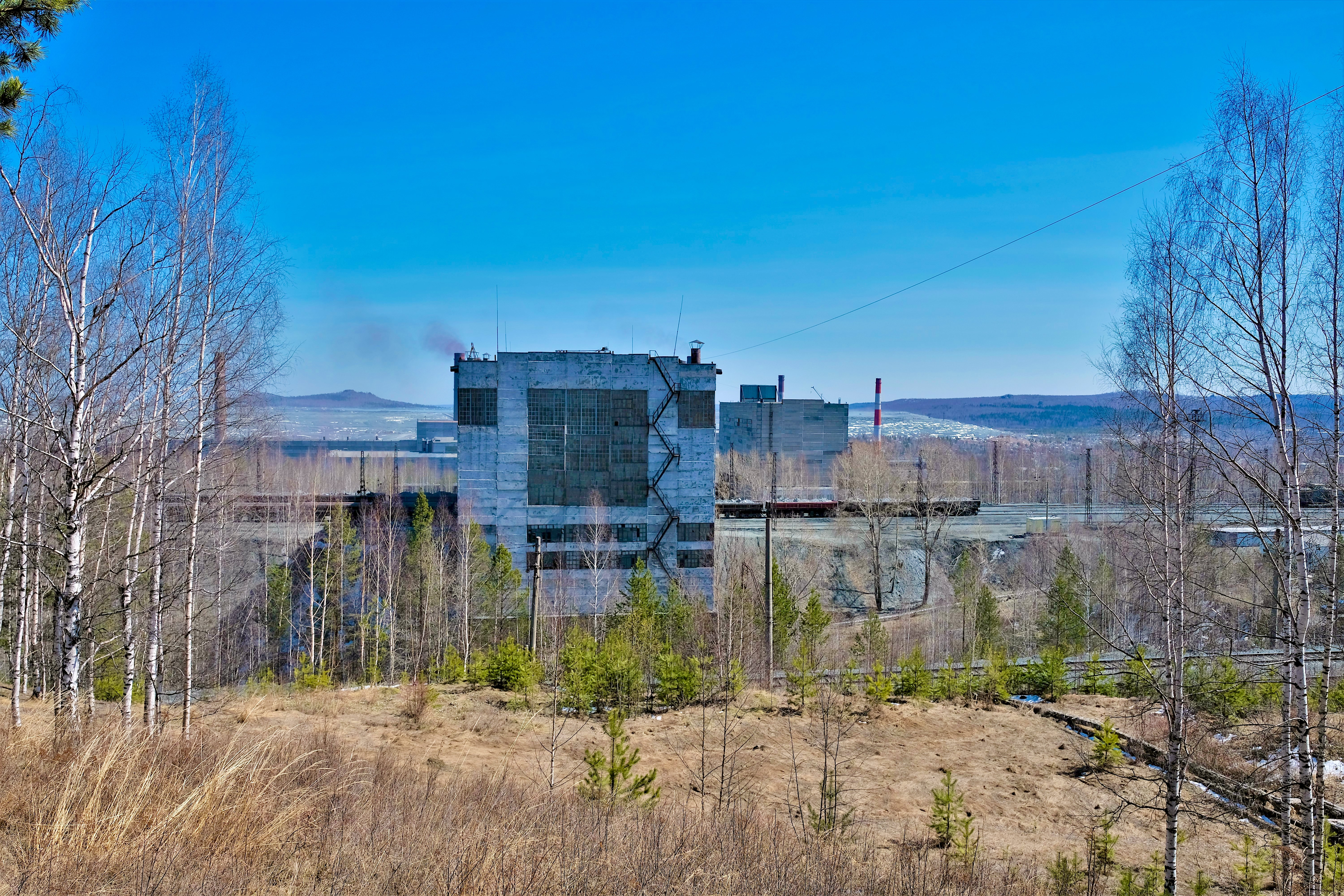
Корпус крупного дробления
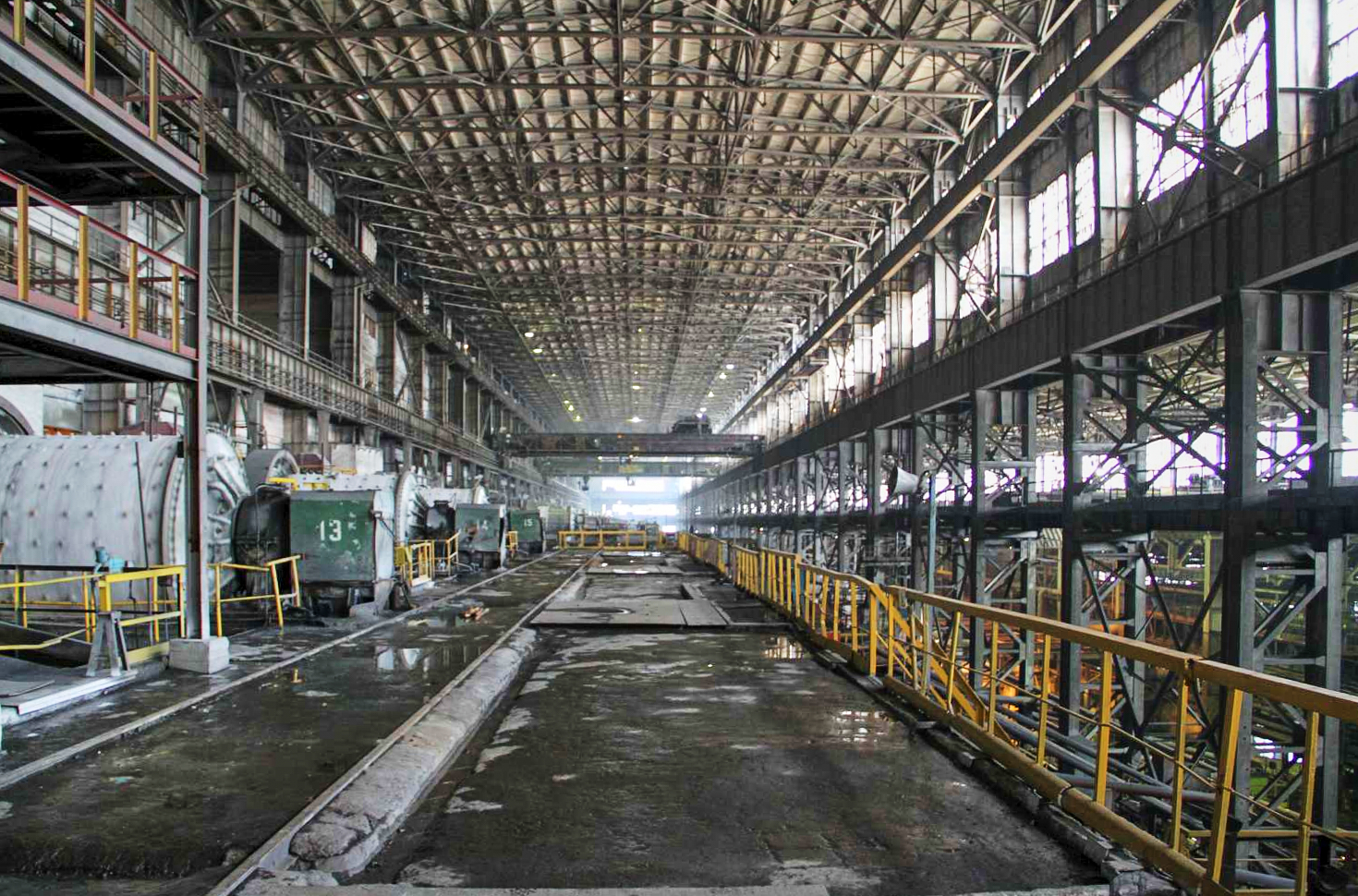
Стержневые мельницы в цехе обогащения
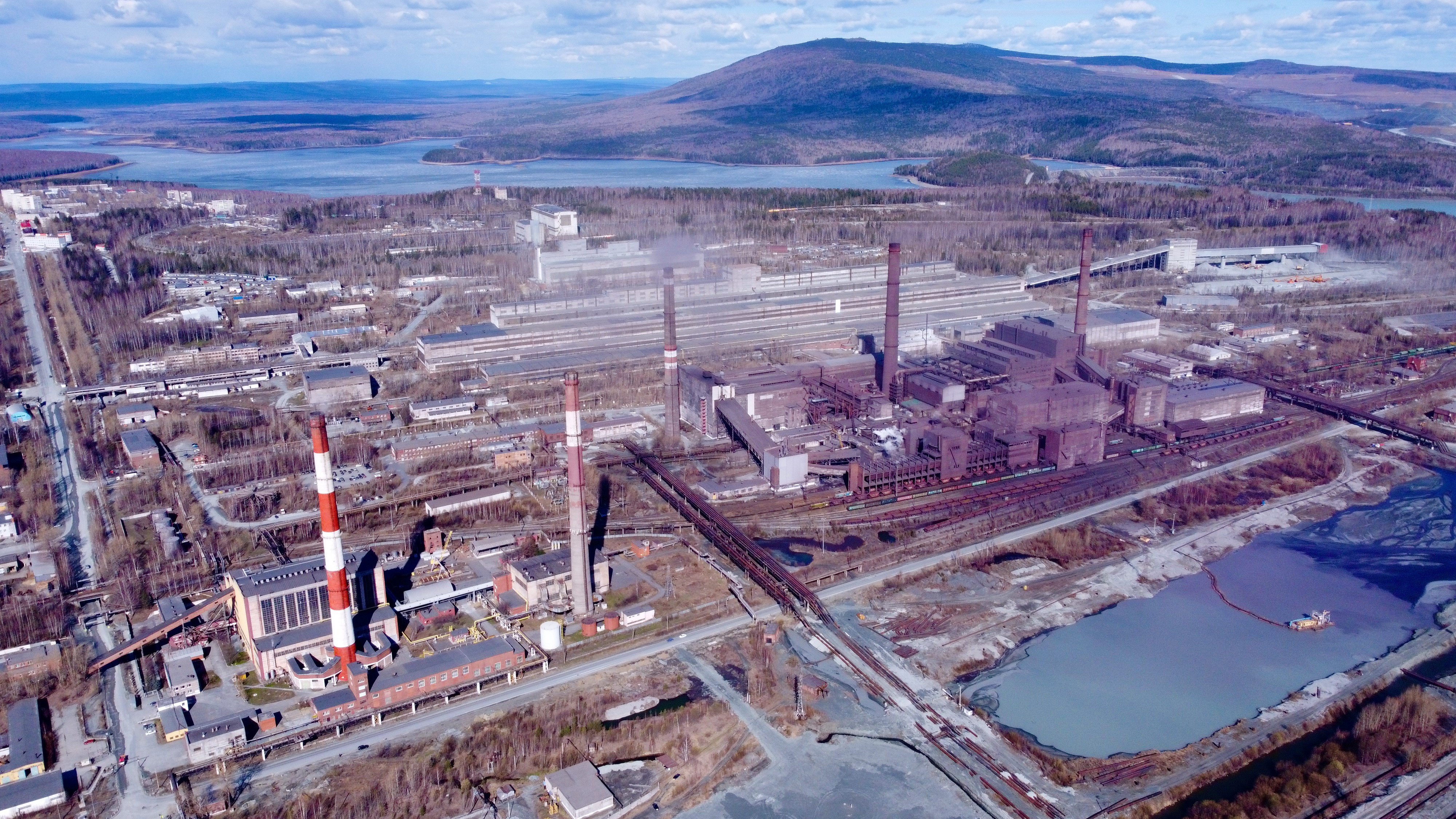
Фабричный комплекс и ТЭЦ (слева)
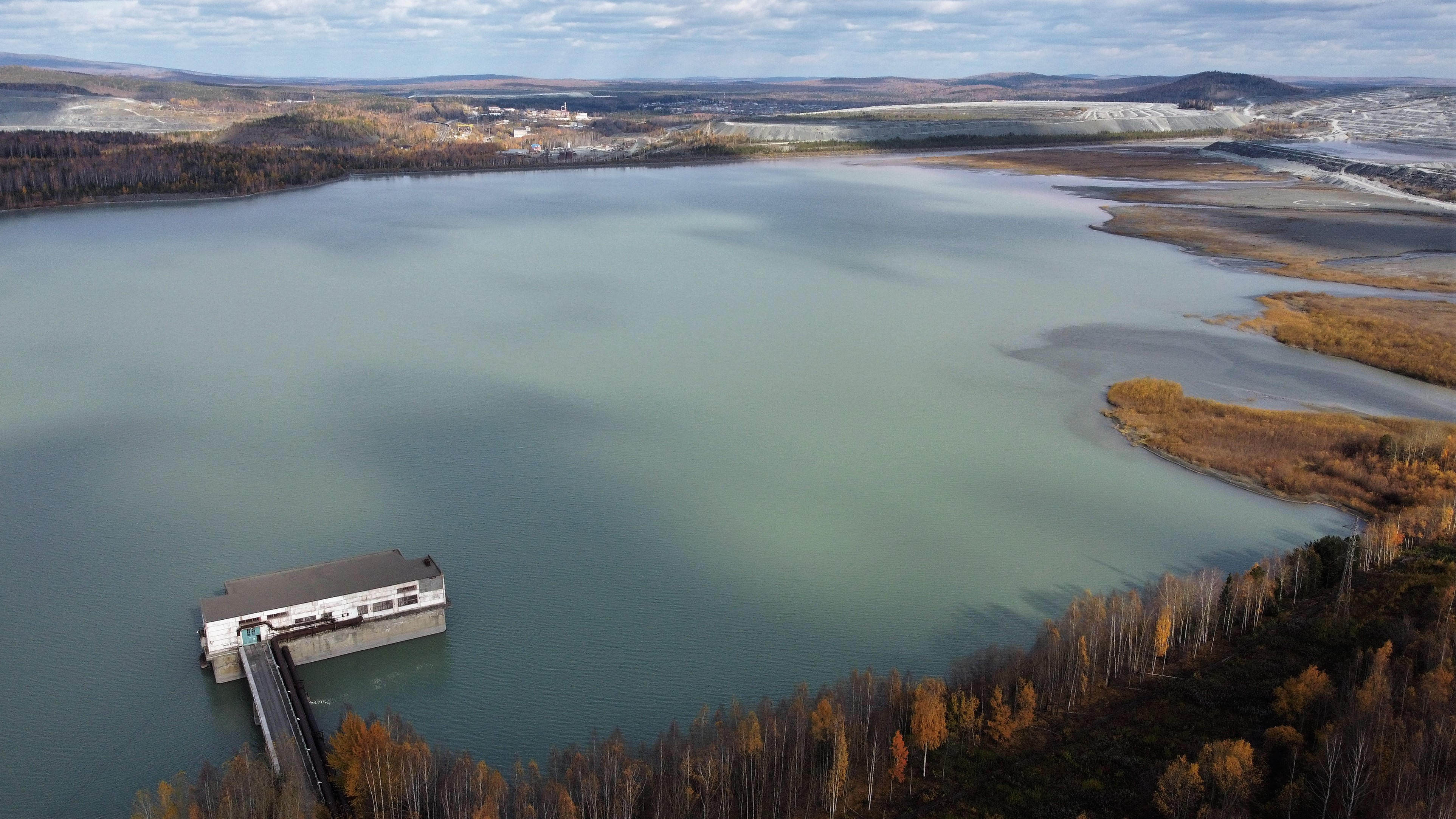
Пруд-отстойник оборотной воды
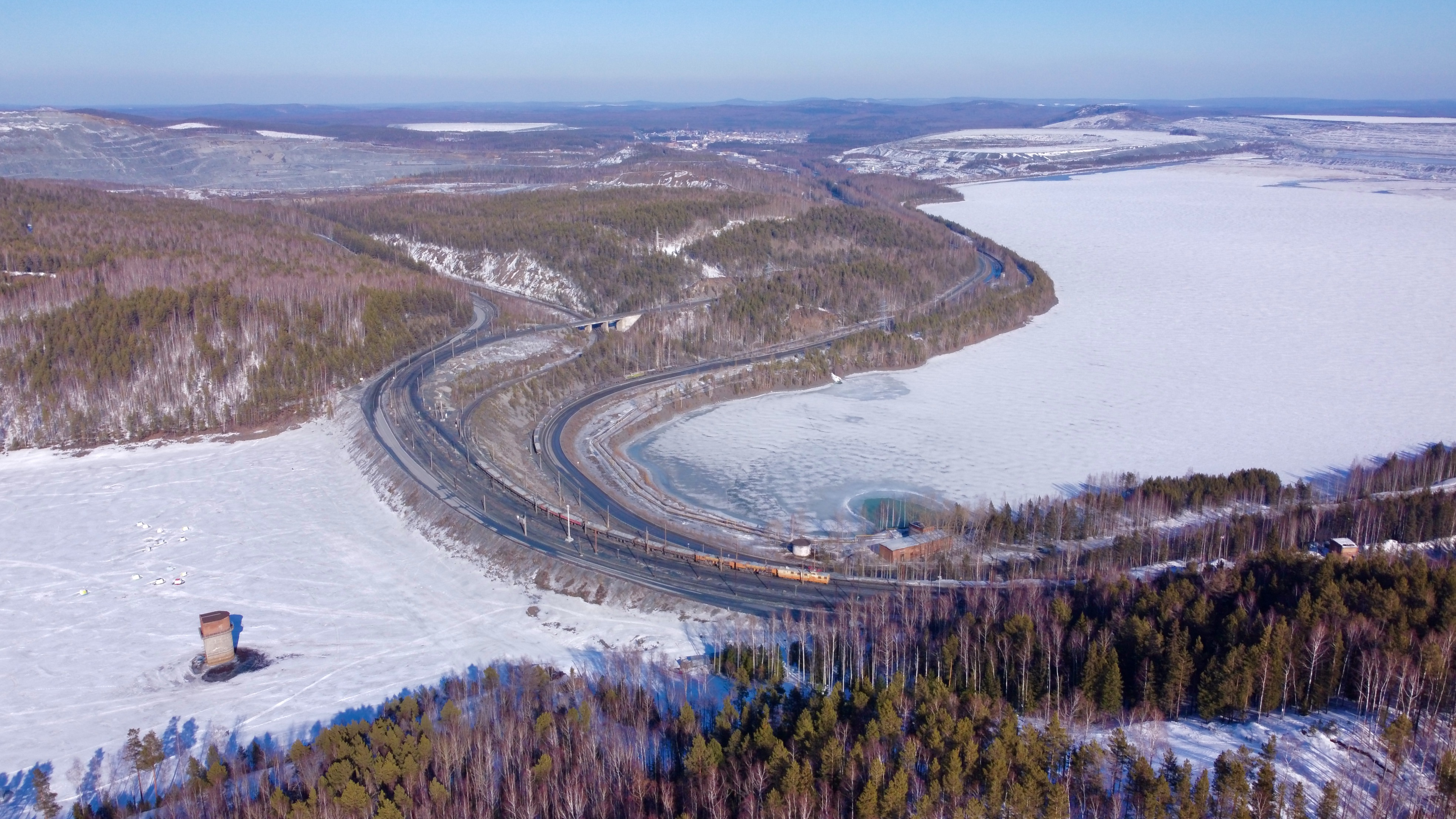
Плотина и водосброс (слева), соединяющий городской пруд и отсек осветлённой воды шламохранилища